# Chic FM
 (juin 2012).
Si vous disposez d'ouvrages ou d'articles de référence ou si vous connaissez des sites web de qualité traitant du thème abordé ici, merci de compléter l'article en donnant les références utiles à sa vérifiabilité et en les liant à la section « Notes et références ».
Chic FM est un ancien réseau de radio musical français créé par le groupe Hersant en janvier 1985. En septembre 1987, le réseau fusionne avec Fun Radio.

## Historique
En septembre 1987, le groupe Hersant rachète le réseau Fun et décide de fusionner les deux réseaux sous le nom de Fun Radio. À noter que la marque Chic FM existe toujours juridiquement, la société qui commercialise et distribue Fun Radio a pour nom SERC (Société d'Exploitation Radio Chic).

## Identité de la station
Chic FM émet depuis des studios situés au 143 Avenue Charles de Gaulle à Neuilly-sur-Seine, dans les anciens studios d'Eddy Barclay. L'habillage et les informations sont assurées par des filiales du Groupe Hersant et par l'agence de presse AFC. Le slogan de Chic FM était Pour Changer d'air.

## Équipes de la radio

### Responsables
Parmi les responsables de la station, on retrouve Pierre Lattès, Laurent Forlani, Christophe Sabot, Christian Savigny et Daniel Vaucamp, le Directeur Général.

### Animateurs
Parmi les animateurs de la station, on retrouve Laurent Boyer, Arthur, Yolaine de la Bigne, Nagui et Paul Wermus en tant que chroniqueur. 

### Journalistes
Parmi les journalistes se trouvaient
- Patrice Clech (producteur Tv),
- Pascal Bataille (TF1),
- Christophe Dameron (RFM)
- Philippe Viguié (Figaroscope),
- Sylvianne Mondet (TF1),
- Marielle Court (Le Figaro),
- Valérie Broquisse (ex-RFO Guadeloupe, ex-La 5, ex-LCI, ex-France 2, épinglée par la Cour des Comptes dans son rapport 1997 et ancienne épouse de François Baroin),
- Pierre Rancet (Europe 1),
- Pascal Pinning (TF1,ex la 5)
- Lorrain de Saint Affrique
- Bruno Courtois (Radio Notre Dame).
- Serge Gillotin (fondateur de l'Abécédaire parlementaire)

## Programmation
Chic FM avait pour cible les jeunes adultes avec un format Music et News. La programmation musicale était composée à 30 % de chansons françaises d'hier et d'aujourd'hui et à 70 % golds internationaux.

## Diffusion

### Généralités
À son apogée, le réseau compta une cinquantaine de stations.

### Anciennes fréquences
Paris: 88.5 puis 101.9, Lyon: 96.5, Bordeaux: 88.4, Troyes 99.2, Caen: 92.2, Chamalières: 96.6, Nice: 91.9, Carcassonne: 101, Narbonne: 90, Marseille: 98.4 puis 95.9, Bourges: 96.4, Beaune: 93.1, Dijon: 101.9, Valence: 98.7, Chartres: 97.3, Toulouse: 89.7, Rennes 89.1, Mont-de-Marsan: 90.7, Nantes: 103.3, Angers: 94.8, Locminé: 103.5, Compiègne: 103.3, Clermont-Ferrand: 96.6, Strasbourg: 102.2, Le Havre: 101, Poitiers: 92, Grenoble: 103.2, La Roche-sur-Yon: 102.4, Longwy: 94.8, Villefranche-de-Rouergue: 101.3, Genève: 103.2 puis 99.3, Annecy: 95.7, Avignon: 98.7, Moulins: 103, Pau: 92.5, Perpignan: 91.5, Rennes: 89.1, Thionville: 96.7, Cahors: 103.7.limoges : 92.5